# Forecast
Een forecast is een term die veelal gebruikt wordt in supply chain management. Het is een voorspelling van de toekomstige vraag in de markt naar een bepaald product. Op grond van de forecast kan een leverancier de benodigde grondstoffen bestellen of fabriceren om aan de verwachte toekomstige vraag naar het product te kunnen voldoen.

## Methoden
Een forecast kan op vele manieren worden gemaakt maar grofweg zijn er twee hoofdgroepen van methoden. Enerzijds kan de forecast met behulp van statistiek worden gemaakt, bijvoorbeeld door extrapolatie van historische gegevens of regressie-analyse. Anderzijds kan de forecast op basis van beoordelingen worden gemaakt, bijvoorbeeld door intentie-onderzoek of expertsystemen. Ook mengvormen zijn mogelijk, zoals samenwerkend forecasten (CPFR).
Extrapolatie wordt veel gebruikt om een forecast op te stellen. Een eenvoudige methode is om van een periode in het verleden, bijvoorbeeld de afgelopen 6 maanden, het gemiddeld verbruik te berekenen en dit als forecast te gebruiken voor de komende 6 maanden. Een correctie kan men aanbrengen door het berekende verbruik met een factor te vermenigvuldigen, zodat bepaalde verwachte groei of juist teruggang (trend) in de forecast verwerkt kan worden. Ook kunnen seizoensinvloeden door middel van maandelijkse indexen worden toegepast.

## Betrouwbaarheid
Een forecast moet altijd met voorzichtigheid worden gebruikt. Zonder kennis van de markt (en zelfs met kennis van de markt) kan het blind varen op een forecast leiden tot te veel voorraad, wat een hoge kapitaalbinding ten gevolge heeft. Of het kan leiden tot te weinig voorraad, waardoor de bestellingen niet uitgeleverd kunnen worden. 
De betrouwbaarheid of nauwkeurigheid van een forecast(proces) kan gemeten worden door de forecast achteraf te vergelijken met de werkelijkheid. Het verschil tussen forecast en werkelijkheid wordt een voorspelfout genoemd. De gemiddelde absolute percentuele voorspelfout (MAPE) is een veelgebruikte maat voor de nauwkeurigheid. Afhankelijk van de industrie en de forecast-horizon varieert de MAPE in het algemeen tussen 5% en 25%.